# البنك الكرواتي لإعادة الإنشاء والتعمير
البنك الكرواتي للإعادة الإنشاء والتعمير (بالكرواتية: Hrvatska banka za obnovu i razvitak، HBOR) هو بنك التنمية الوطني في كرواتيا. وتتمثل مهمته في تعزيز تنمية الاقتصاد الكرواتي من خلال تقديم القروض، وتأمين معاملات التصدير ضد المخاطر السياسية والتجارية، وإصدار الضمانات، وتقديم المشورة التجارية.

## وصلات خارجية
- موقع البنك الرسمي